# Circuit international d'Alger 2016
La 6e édition du Circuit international d'Alger a eu lieu le 4 mars 2016. La course fait partie du calendrier UCI Africa Tour 2016 en catégorie 1.2.

## Présentation

### Équipes
Classé en catégorie 1.2 de l'UCI Africa Tour, le Circuit international d'Alger est par conséquent ouvert aux équipes continentales professionnelles, aux équipes continentales, aux équipes nationales, aux équipes régionales et de clubs et aux équipes mixtes d'équipes africaines.
Quatorze équipes participent à ce Grand Prix d'Oran - quatre équipes continentales, cinq équipes nationales et cinq équipes régionales et de clubs :
| Équipes continentales | Équipes continentales | Équipes continentales |
| Nom de l'équipe       | Pays                  | Code                  |
| --------------------- | --------------------- | --------------------- |
| Staki-Baltik Vairas   | Lituanie              | SBT                   |
| Vélo Club Sovac       | Algérie               | SOV                   |
| Al Nasr Dubaï         | Émirats arabes unis   | ANS                   |
| Massi-Kuwait Project  | Koweït                | KCP                   |

| Équipes régionales et de clubs | Équipes régionales et de clubs | Équipes régionales et de clubs |
| Nom de l'équipe                | Pays                           | Code                           |
| ------------------------------ | ------------------------------ | ------------------------------ |
| Arbo Denzel Cliff              | Autriche                       | ADC                            |
| Cevital                        | Algérie                        | CEV                            |
| Ooredoo                        | Algérie                        | OOR                            |
| El Majd                        | Algérie                        | ELM                            |
| Speed Road Gomistar            | Espagne                        | SRG                            |

| Équipes nationales          | Équipes nationales | Équipes nationales |
| Nom de l'équipe             | Pays               | Code               |
| --------------------------- | ------------------ | ------------------ |
| Équipe nationale d'Algérie  | Algérie            | ALG                |
| Équipe nationale d'Érythrée | Érythrée           | ERI                |
| Équipe nationale du Rwanda  | Rwanda             | RWA                |
| Équipe nationale de Tunisie | Tunisie            | TUN                |
| Équipe nationale de Syrie   | Syrie              | SYR                |

## Classements

### Classement final
| Classement général | Classement général      | Classement général | Classement général   | Classement général |
|                    | Coureur                 | Pays               | Équipe               | Temps              |
| ------------------ | ----------------------- | ------------------ | -------------------- | ------------------ |
| 1er                | Jesús Alberto Rubio     | Espagne            | Al Nasr Dubaï        | en 2 h 28 min 33 s |
| 2e                 | Abderrahmane Bechlaghem | Algérie            | Équipe d'Algérie     | + 6 s              |
| 3e                 | Luca Wackermann         | Italie             | Al Nasr Dubaï        | m.t                |
| 4e                 | Nassim Saidi            | Algérie            | Équipe d'Algérie     | m.t                |
| 5e                 | Elias Afewerki          | Érythrée           | Équipe d'Érythrée    | m.t                |
| 6e                 | Joseph Areruya          | Rwanda             | Équipe du Rwanda     | m.t                |
| 7e                 | Darijus Džervus         | Lituanie           | Staki-Baltik Vairas  | m.t                |
| 8e                 | Andreas Keuser          | Allemagne          | Massi-Kuwait Project | + 10 s             |
| 9e                 | Aron Debretsion         | Érythrée           | Équipe d'Érythrée    | + 11 s             |
| 10e                | Essaïd Abelouache       | Maroc              | Al Nasr Dubaï        | + 14 s             |
| modifier           |                         |                    |                      |                    |

### UCI Africa Tour
Ce Circuit international d'Alger attribue des points pour l'UCI Africa Tour 2016, par équipes seulement aux coureurs des équipes continentales professionnelles et continentales, individuellement à tous les coureurs sauf ceux faisant partie d'une équipe ayant un label WorldTeam.
| Position           | 1er | 2e | 3e | 4e | 5e | 6e | 7e | 8e à 10e |
| Classement général | 40  | 30 | 25 | 20 | 15 | 10 | 5  | 3        |

## Liste des participants
- Liste de départ complète